# Komenda Wojewódzka Policji w Bydgoszczy
Komenda Wojewódzka Policji w Bydgoszczy im. inspektora Witalisa Olszańskiego – jednostka organizacyjna Policji obejmująca swoim zasięgiem terytorium województwa kujawsko-pomorskiego podlegająca bezpośrednio Komendzie Głównej Policji. Od 2 lutego 2024 funkcję Komendanta Wojewódzkiego pełni insp. Jakub Górczyński

## Struktura organizacyjna Komendy

### Komórki podległe Komendantowi Wojewódzkiemu
- Wydział Kontroli,
- Wydział Finansów,
- Wydział Kadr i Szkolenia,
- Wydział Komunikacji Społecznej,
- Wydział ds. Ochrony Informacji Niejawnych,
- Sekcja Psychologów,
- Zespół Prawny,
- Zespół Prasowy,
- Zespół do spraw Bezpieczeństwa i Higieny Pracy,
- Jednoosobowe Stanowisko ds. Audytu Wewnętrznego,
- Jednoosobowe Stanowisko ds. Ochrony Praw Człowieka.

### Komórki podległe I Zastępcy Komendanta Wojewódzkiego
- Wydział Zaopatrzenia,
- Wydział Inwestycji i Remontów,
- Wydział Transportu,
- Wydział Łączności i Informatyki,
- Sekcja Zamówień Publicznych i Funduszy Pomocowych.

### .Komórki podległe Zastępcy Komendanta Wojewódzkiego
- Wydział Prewencji,
- Wydział Ruchu Drogowego,
- Sztab Policji,
- Wydział Postępowań Administracyjnych,
- Wydział Konwojowy,
- Oddział Prewencji Policji Komendy Wojewódzkiej Policji w Bydgoszczy
- Samodzielny Pododdział Kontrterrorystyczny Policji

### Komórki podległe Zastępcy Komendanta Wojewódzkiego
- Wydział Kryminalny,
- Wydział Techniki Operacyjnej,
- Laboratorium Kryminalistyczne,
- Wydział do Walki z Przestępczością Gospodarczą,
- Wydział do Walki z Korupcją,
- Wydział Wywiadu Kryminalnego,
- Wydział Poszukiwań i Identyfikacji Osób

## Jednostki Podległe

### Komendy Miejskie Policji
- Komenda Miejska Policji w Bydgoszczy
- Komenda Miejska Policji w Grudziądzu
- Komenda Miejska Policji w Toruniu
- Komenda Miejska Policji we Włocławku

### Komendy Powiatowe Policji
- Komenda Powiatowa Policji w Aleksandrowie Kujawskim
- Komenda Powiatowa Policji w Brodnicy
- Komenda Powiatowa Policji w Chełmnie
- Komenda Powiatowa Policji w Golubiu-Dobrzyniu
- Komenda Powiatowa Policji w Inowrocławiu
- Komenda Powiatowa Policji w Lipnie
- Komenda Powiatowa Policji w Mogilnie
- Komenda Powiatowa Policji w Nakle nad Notecią
- Komenda Powiatowa Policji w Radziejowie
- Komenda Powiatowa Policji w Rypinie
- Komenda Powiatowa Policji w Sępólnie Krajeńskim
- Komenda Powiatowa Policji w Świeciu
- Komenda Powiatowa Policji w Tucholi
- Komenda Powiatowa Policji w Wąbrzeźnie
- Komenda Powiatowa Policji w Żninie